# Giampaolo Pazzini
Giampaolo Pazzini (Pescia, 2. kolovoza 1984.), nadimka Il Pazzo (Luđak), bivši je talijanski nogometaš koji je igrao na poziciji napadača. Poznat je po odličnim kretnjama s loptom, pogotovo u šesnaestercu i njegovom izvrsnom sposobnošću zabijanja golova glavom.

## Klupska karijera

### Rana karijera
Pazzini je započeo svoju karijeru u Atalanti, za koju je 2003. ostvario svoj profesionalni debi i ubrzo je postao obećavajuća mlada nada. Proveo je dvije sezone u Atalanti, gdje je ukupno odigrao 51 prvenstvenu utakmicu i zabio 12 golova (3 u Serie A). Nakon toga se prebacio s pozicije lijevog braniča na poziciju napadača.

### Fiorentina
Pazzini je prešao u redove Fiorentine za oko 6 milijuna eura u siječnju 2005. Tijekom njegove prve sezone za novi klub, zabio je 10 golova u 4 utakmice, ali se nije našao u planovima Cesarea Prandellija kao prvi napadač zato što je isti pogurivao Lucu Tonija kao prvog napadača.
S dolaskom bivšeg Milanovog napadača Alberta Gilardina, Prandelli je izabrao Adriana Mutua i Gilardina kako bi stvorili napadački dvojac, time smanjujući Pazzinijeve šanse da bude zamjenski igrač.

### Sampdoria
Kao rezultat ograničenih šansi u prvoj postavi, Pazzini je pristao preći u redove Sampdorije u siječnu 2008. za oko 9 milijuna eura.
Pazzini je prvu utakmicu za novi klub odigrao protiv Palerma, a u sljedećem kolu je zabio svoj prvi gol za novi klub u utakmici talijanskog kupa protiv Udinesea. Svoj prvi gol prvenstveni gol za klub je zabio 1. veljače 2009. u neriješnom ogledu protiv Chieva. Njegova odlična forma se nastavila tako što je zabio dva gola u maestralnoj prvenstvenoj pobjedi od 3:0 nad talijanskim prvacima Inter Milanom, a u sljedećoj prvenstvenoj utakmici protiv Rome je također zabio dva gola. Vrlo dobro se kombinirao s Antonijom Cassanom u vrhu, stvarajući nedvojbeno jedan od najučinkovitijih partnerstva u prvenstvu te sezone.
Pazzini je zabio 19 golova u njegovoj drugoj sezoni u Sampdoriji čime je postao treći najbolji strijelac u prvenstvu 2009./10. sezone.

### Inter Milan
Pazzini se pridružio talijanskim prvacima Interu Milanu na četiri i pol godine, a Jonathanom Biabianyem je prešao u Sampdoriju kao dio dogovora. Pazzini je procjenjen na 19 milijuna eura vrijednosti, dok je Biabiany procjenjen na 7 milijuna. U svom debiju je zabio dva gola u domaćoj pobjedi nad ekipom Palerma i zabio je još jedan gol u drugoj utakmici za klub protiv Barija. Također je zabio pobjednički gol u gostujućoj pobjedi od 1:2 nad Fiorentinom 16. veljače 2011. 30. travnja 2011. zabio je dva gola u pobjedi od 2:1 nad Cesenom, a oba gola je zabio u sudačkoj nadoknadi. 22. svibnja 2011. zabio je dva gola u Interovoj pobjedi od 3:1 nad Catanijom. Pazzini je loše započeo sezonu 2011./12. zato što je tek uspio zabiti u petom kolu prvenstva u pobjedi od 3:1 nad Bolognom. Nakon toga je zabio nakon odličnog driblinga suigrača Yute Nagatoma u gostujućoj pobjedi od 3:2 nad moskovskom CSKA. Kasnije je pretrpio tromjesečnu sušu golova sve dok nije zabio protiv u Interovoj prvoj utakmici 2012. godine u pobjedi od 5:0 nad Parmom. Zbog odlične forme suigrača Diega Milita i dijelom zbog manjka dosljednosti u menadžerskim izborima i izabiranju sastava, Pazzini je većinu utakmica za Inter u sezoni 2011./12. odigrao ulazeći kao zamjena s klupe. S tom činjenicom, Pazzini je uspio zabiti samo 5 golova u prvenstvu te sezone, a nije se baš ni proslavio nastupima u europskim natjecanjima također.

### A.C. Milan
Nakon što je stavljen na transfer listu od strane Nerazzurra, Pazzini se 22. kolovoza 2012. pridružio gradskom rivalu Milanu u zamjenu za Antonija Cassana i dodatnih 7 milijuna eura koje je Milan morao dati Interu.

### Hellas Verona
Nakon što mu je istekao ugovor s A.C. Milanom, Pazzini je potpisao petogodišnji ugovor s Hellas Veronom u srpnju 2015. godine.

## Reprezentativna karijera

### Mlađe kategorije
Pazzini je bio član talijanske reprezentacije do 21. Drži rekord kao igrač koji je zabio prvi gol i prvi hat-trick na novom Wembley stadionu, gdje je talijanska reprezentacija odigrala neriješeno 3:3 s engleskom reprezentacijom do 21.

### Seniorska reprezentacija
Pazzini je debi za seniorsku reprezentaciju ostvario 28. ožujka 2009. u susretu kvalifikacija za Svjetsko prvenstvo 2010. protiv Crne Gore. Četiri dana kasnije, Pazziniju je dodijeljeno mjesto u početnoj postavi protiv Irske. Nažalost, njegov drugi nastup za reprezentaciju nije bio toliko sretan zato što mu je u drugoj minuti utakmice dodijeljen crveni karton zbog udaranja laktom protivničkog stopera Johna O'Sheu. Sada drži rekord za igrača kojem je najbrže dodijeljen crveni karton u talijanskoj povijesti. Pazzini je 6. lipnja 2009. započeo utakmicu protiv Sjeverne Irske u Pisi, u kojoj je promašio penal u 55-toj minuti.
Igrao je za Italiju na Svjetskom prvenstvu 2010.
3. lipnja 2011. dvije godine nakon debija za seniorsku reprezentaciju, zabio je svoj drugi gol za reprezentaciju u kvalifikacijama za EURO 2012. protiv Estonije.

### Reprezentativni golovi
Ažurirano 5. svibnja 2013.
| #  | Datum              | Lokacija                                  | Protivnik | Gol | Rezultat | Natjecanje                  |
| -- | ------------------ | ----------------------------------------- | --------- | --- | -------- | --------------------------- |
| 1. | 28. ožujka 2009.   | Stadion Podgorica, Podgorica, Crna Gora   | Crna Gora | 0:2 | 0:2      | Kvalifikacije za SP 2010.   |
| 2. | 3. lipnja 2011.    | Stadion Alberto Braglia, Modena, Italija  | Estonija  | 3:0 | 3:0      | Kvalifikacije za EURO 2012. |
| 3. | 6. rujna 2011.     | Stadion Artemio Franchi, Firenca, Italija | Slovenija | 1:0 | 1:0      | Kvalifikacije za EURO 2012. |
| 4. | 11. studenog 2011. | Stadion Miejski, Wrocław, Poljska         | Poljska   | 0:2 | 0:2      | Prijateljska                |

## Priznanja

### Klupska
Inter Milan
- Coppa Italia: 2010./11.

### Reprezentativna
Italija do 19
- UEFA Europsko do 19 nogometno prvenstvo: 2003.

## Vanjske poveznice
- Giampaolo Pazzini – profil Espnsoccernet.com
- Profil na sampdoria.it
- Pazzini - statistika footballdatabase.eu